# Hermes in riposo

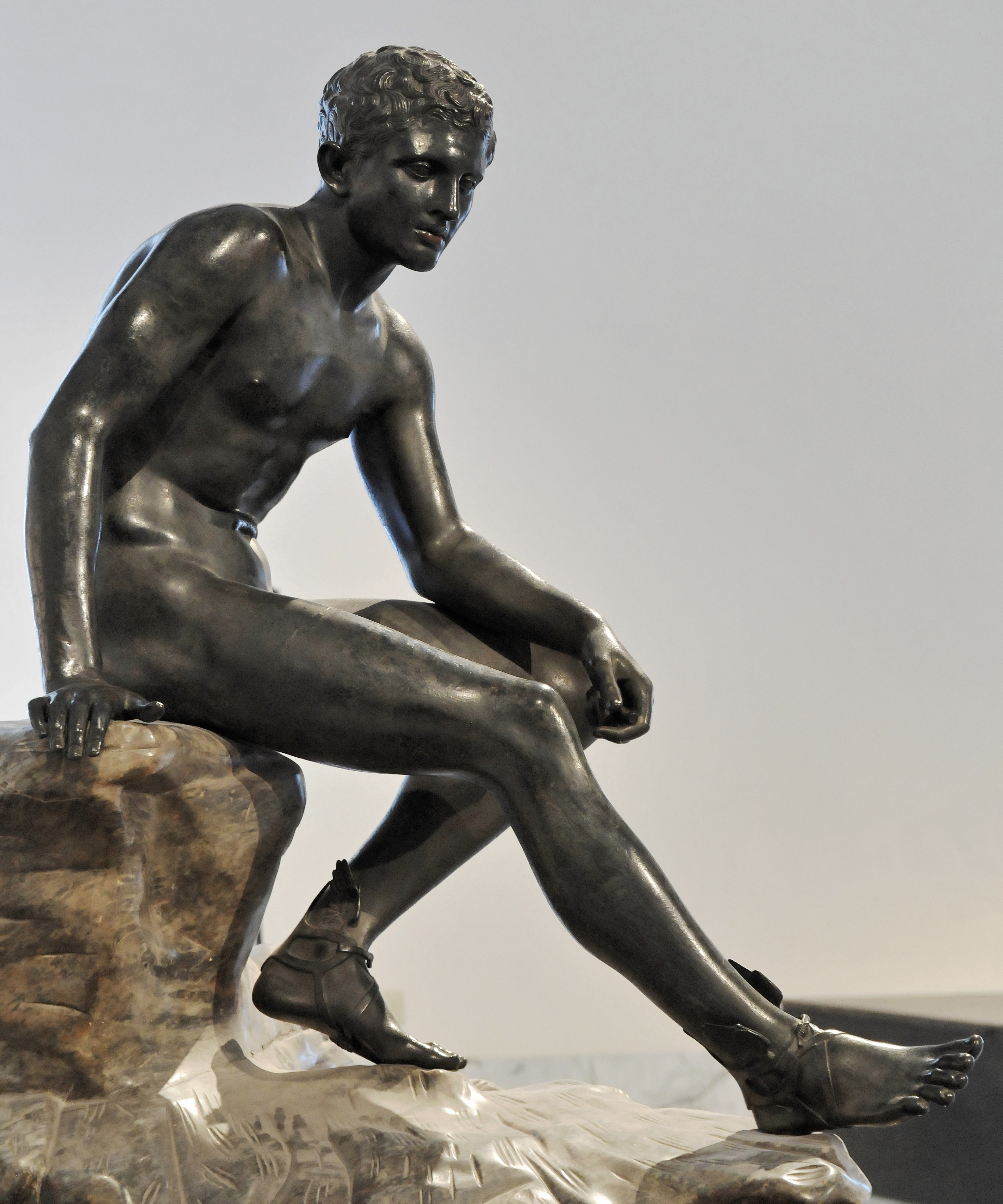
Hermes in riposo

L'Hermes in riposo è una scultura in bronzo di epoca romana databile a prima del 79 d.C. e conservata presso il museo archeologico nazionale di Napoli.
L'opera, che raffigura il dio Hermes seduto su una roccia, è ritenuta copia romana da un originale greco del IV a.C. circa, attribuito a Lisippo su base stilistica, ma non attestato dalle fonti letterarie antiche. Il tipo, riprodotto in diverse copie, prende il nome di Hermes Merida-Vienna dalle copie principali, quella marmorea di Mérida e quella bronzea del Kunsthistorisches Museum di Vienna.

## Storia
La scultura fu rinvenuta a seguito degli scavi dell'area vesuviana nel 1758 presso la villa dei Papiri di Ercolano.
Gli storici dell'arte britannici Francis Haskell e Nicholas Penny definirono la scultura come la più importante opera d'arte rinvenuta negli scavi archeologici di Pompei e Ercolano nel XVIII secolo.
Alcune incisioni del 1771 che ritraggono l'antica città vesuviana, mostrano l'opera ancora in loco. Dunque il suo trasferimento a Napoli è avvenuto sicuramente in data posteriore. Ancora, la scultura fece parte del gruppo di opere che Ferdinando I delle Due Sicilie portò con sé a Palermo in occasione della rivoluzione del 1799.

Durante l'occupazione francese e nell'ambito delle spoliazioni napoleoniche, venne individuato dal generale Jean Étienne Championnet per essere inviato in Francia al Louvre, come risulta da una missiva inviata al direttorio il 7 ventoso anno VII (25 febbraio 1799):
Nel 1816 invece si attesta la presenza dell'Hermes nel palazzo reale di Portici.